# تداخل الأحاديث
تداخل الأحاديث يشير إلى العلاقات غير المباشرة أو المباشرة التي تربط حديثًا ما بأحاديث أخرى. والاستطراد بين الموضوعات والأنماط هو سمة الحديث الذي يرتبط بأحاديث أخرى. ويفضل نورمان فيركلوف مفهوم «ترتيبات الأحاديث». وأما الاستطراد بين الموضوعات والأنماط فغالبًا ما يعتبر مفهومًا تحليليًا، على سبيل المثال، لدى فوكو وفيركلوف. كما أن هذا الاستطراد يحظى بعلاقة قريبة مع تغيير السياق، وذلك نظرًا لأن تداخل الأحاديث غالبًا ما يشير إلى أن العناصر تم استحضارها من حديث آخر.
ويتنوع معنى التداخل بين الأحاديث. فيشير إلى ثلاثة مستويات على الأقل: 
1. استطرادية مستترة بين الموضوعات والأنماط تعني أن الحديث له علاقة بحديث آخر. وهذا معنى قريب من معنى التناص.
2. في رأي نورمان فيركلوف ولينل، يشير الاستطراد بين الموضوعات والأنماط إلى علاقات بين أنواع الحديث مثل الأساليب.
3. في رأي ميشيل فوكو ومارك أنجينوت، فإن الاستطراد بين الموضوعات والأنماط [1] يشير إلى العلاقات القائمة بين التكوينات الاستطرادية، مثل ذلك القائم بين الكيانات الاستطرادية الكبيرة غير المتجانسة، مثل التاريخ الطبيعي والاقتصاد السياسي خلال عصر التنوير. وفي رأي ميشيل فوكو، يعد التداخل بين الأحاديث هو نقاط الاختلاف والتساوي عبر التكوينات الاستطرادية.

ومثال على ذلك (حيث إن 1 يتوافق مع أ، ونحو ذلك) يبين المستويات الثلاثة: تتحدث وزيرة البيئة أمام البرلمان عن مقترح ما. 
- أ. تشير إلى أحاديث محددة أخرى أمام البرلمان حول المقترح.
- ب. تشير إلى مذكرة واردة من عمال الخدمة المدنية التابعين لها.
- ج. تشير إلى تقارير علمية تدعم الاقتراح.

فالمثال يبين أن 2 و3 حالات محددة للحالة 1، فالمعنى أن النقاط من أ إلى ج ترتبط جميعًا بحديث آخر. ولتجنب هذا، يمكن تعريف المستوى الأول بأنه علاقات بأحاديث أخرى داخل نفس التكوين الاستطرادي ونوع الحديث. ونتيجة لذلك، فإن تحديد المستويات يعتمد على تحديد التكوين الاستطرادي وأنواع الحديث، ويمكن أن تنهار المستويات الثلاثة إلى درجة لا يمكن معها فهمها. وباختصار، فترتيب طبقات التداخل بين الأحاديث يعتمد على ترتيب طبقات الأحاديث.

## النفوذ والأيديولوجيا والتهيئة الاستطرادية بين الموضوعات
يمكن فهم المستويين 2 و3 باعتبارهما بارزين تحديدًا. وهذا موضح لدى كل من مارك أنجينوت وبروس من خلال الإشارة إلى باختين: في حواريات باختين، يعتبر التلفظ (التعبير) هو وحدة الحديث الطبيعية والنهائية التي يكون لها معنى، والتي يفترض أن يستجيب الآخرون لها، بمعنى أن الآخرين يفسرون التلفظ بوضعه في سياق استطرادي. ولكن قد يُفسر التلفظ (سياقيًا) بطرق عديدة، ويشير التداخل بين الأحاديث والاستطرادية إلى مدى تفضيل بعض هذه التفسيرات (والعلاقات المرتبطة بأحاديث أخرى) عن غيرها اجتماعيًا. ونظرًا لأن التداخل بين الأحاديث يميز بعض التفسيرات؛ فإنه لذلك يحظى بارتباط وثيق بمفاهيم الأيديولوجيا والسيطرة والنفوذ (علم الاجتماع). وفي رأي باختين/فولوشينوف، تعتبر العلامات حقيقة تغير اتجاه حقيقة أخرى، بمعنى أن العلامات أمر أيديولوجي. وبناء على ذلك، فإن تضمين حديث تداخل بين الأحاديث يعتبر تفسيرًا أيديولوجيًا للحديث.
وفي رأي ميشيل فوكو، لا ترتبط الاستطرادية بين الموضوعات والأنماط بـ الأيديولوجيا، ولكنها مفهوم أوسع لتحليل العلاقات بين التكوينات الاستطرادية؛ أي أنها ترسم مخططًا لتهيئة الاستطراد بين الموضوعات. ومثل هذا التحليل يشكل جزءًا من تحليل الحديث لديه.
إن السمة المقنعة والمحددة للتداخل بين الأحاديث تنعكس في مفهوم أولية التداخل بين الأحاديث. فالتداخل بين الأحاديث هو ما يمكن قوله، وعكس ما لا يمكن التلفظ به. ولكن، يحظى التداخل بين الأحاديث أيضًا بالأولية، وذلك من ناحية أنه يحدد العلاقات بين الكيانات الاستطرادية (أو التكوينات) التي تعتبر مقومًا أساسيًا للكيانات الاستطرادية. وما يعتبر حديثًا مقبولًا يعد في كثير من الأوجه أمرًا متعلقًا بالاستطراد بين الموضوعات والأنماط على المستويين 2 و3، وهذا نظرًا لأن الاستطراد بين الموضوعات يستحضر ويورد العلاقات التي تكوّن عملًا مشتركًا بين الكيانات الاستطرادية، وهذا يشكّل ما يعتبر حديثًا مقبولًا داخل كل كيان استطرادي: وبصورة عامة، تكون للحديث سلطة محدودة على ما يفترض أن تقوله الأحاديث الأخرى، وبناء على ذلك يقبل الشكل والمحتوى المستحضرين من الأحاديث الأخرى. ومن الناحية الأخرى، فعندما يصدّر حديث محتوى ما إلى أحاديث أخرى، فإنه تكون هناك توقعات متعلقة بالشكل والمحتوى المستحضرين. ومن ثمّ، يشكّل النظام الاستطرادي بين الموضوعات والأنماط الأحاديث.